# トゥインクル☆スターシップ
『トゥインクル☆スターシップ』は、庄司卓による日本のライトノベル。イラストはまりもが担当している。ファミ通文庫（エンターブレイン）にて2001年9月から2008年4月まで刊行された。

## ストーリー
時は22世紀。恒星間航法が確立した時代。地球の人口も資源も限界に達し、人々は宇宙へと新たな居住空間へと求めた。移民を希望する者は、長い航海に耐えられるか試すために一年間の航海実習を課された。恒星間移民実習船の指揮官を目指す桐生セイジは、3回まで受けられる指揮実習試験に2回連続で落ち、瀬戸際に立たされていた。が、彼の泣いても笑っても最後の移民実習船に乗る移民希望のクルーは、なんと4999人の少女たちであった!

## 登場人物

### トゥインクル☆号
星間連邦宇宙開発総省立国際惑星居留地開発学校八丈島総合開拓科キャンパス、通称・八開キャンパスが運営する移民実習船。500メートル級で紙コップ型。乗員数5000名。2118年度、7万5千光年という過去最大距離の航海実習を1年間かけて行う。「☆」も名前の一部で、作中のセリフにも「トゥインクル☆号」とあるが、正しい発音は不明。
桐生セイジ（きりゅう せいじ）
トゥインクル☆号の指揮官実習生。17歳。3年前、史上最年少で実習航海実地訓練を受けた元・天才少年だが、実習を毎回リタイアしている。今年は、三回しか受験できない指揮官実習の三回目で後がない。昨年の実習では3日と6時間15分という新記録でリタイアした事で知られている。「セイジ」は「星至」と書く。
鮎川ミヅキ（あゆかわ みづき）
操船科。16歳。防衛担当。主計部の責任者。そのため、操船関係は座学以外の実習を受けていなかった。瑪瑙色の髪にポニーテール。セイジとは最悪の出会いをした。ブリッヂ要員では一番凶暴。「ミヅキ」は「観月」と書く。ループタイにしたクリスタルを常に身に着けている。
ディジー
規格番号Da15Yのオルガコーポレーション製ホームヘルパーアンドロイド・移民実習用カスタムタイプ。製造番号はHHCZ035。主計部備品。三年連続でセイジが指揮する実習船に乗り込む事になった。ピンク色の髪を除けば、外見から言動までほとんど人間と変わらない。愛称のディジーはDa15Yが「DaISY」に見える事から。
マリアンヌ・サイプレス
操船科。船長。南北戦争から続く軍人一族として知られるサイプレス家の娘。愛称は「マリー」。グロリオーサに敵愾心を持つため、ユッカが嫌い。優しすぎるために「軍人には向かない」と言われ、開発学校に入学した。
セーラ・アイヴィー
操船科。操舵手。大小を問わずどんな宇宙船でも手足のように操る天才少女。しかし、実技以外はまるで駄目。開発学校の模試では落第確実と言われ、一時期セイジが家庭教師をしていた。オーストラリア生まれの日本国籍だが、日本語はイマイチ。特に名前を正確に発音できず、友人に妙なあだ名を付ける。
バロータ・ヴァイン
操船科。21歳で実習生では最年長。お局様でまとめ役。実習リタイア常連で、実はマユミと同期だった。5回目になる今回の実習航海ではトゥインクル☆号の副長を務める。マリーと仲が良い。作中ではラブコメ担当で、セイジに想いを寄せる実習生を常にからかっている。
林茉莉花（リン モリファ）
操船科。11歳。電算担当。複雑な計算は、コンピュータに計算式を打ち込むより自分で計算した方が速いという天才少女。史上最年少実習参加者。愛称は「おりんちゃん」。日本名は「はやしまりか」。
柊真秀（ひいらぎ まほろ）
操船科。通信とレーダーを兼任。巫女さん。はんなりした怪しげな京都弁を話すちゃきちゃきの江戸っ子。キレると手が付けられないらしい。いつも寝ていて、簡単には起きない。エマージェンシーポッドによる大気圏突入実習の際にも寝ていたらしい（1巻より）。
柊リンドウ（ひいらぎ りんどう）
環境管理科。真秀の再従姉妹。武術の達人で、ブリッジの用心棒としてユッカの襲来に備えている。真秀の本質を知る数少ない人物で、恐れている。
エリカ・グラキリス
操船科。エンジン関係担当。八開キャンパスの操船科人数では不足なため、辺境のトープ分校から参加。華奢な外見と違い怪力の持ち主。教会に拾われた孤児で、名前も本当のものではない。実は、秘密結社「咬竜（スナップドラゴン）」のメンバーで、UNSACの調査によるとエリカという名前は偽名。
淡雪ユズリハ（あわゆき ゆずりは）
園芸科。「AWTC（後述）」の会長兼最高経営責任者。テキストではボリュームのある長い髪だが、イラストではショートの髪をツインテールにまとめている。どちらかと言えば長身。シティ・オブ・トウキョウ号事件で両親を亡くし、会長兼CEOとなった。現在は長期休暇を取り、移民実習に参加中。毒舌。操船科ではないが、生徒代表としてブリッヂによく出入りしている。セイジに好意を持っているため、一部の生徒に「通い妻」と陰で呼ばれている。当初はシティ・オブ・トウキョウ号指揮官・桐生トウジの弟であるセイジを憎んでいた。作者サイトのキャラクター人気投票で上位の常連。
ユッカ・グロリオーサ
通商科。自称・学生会自治会長。グロリオーサの孫娘。取り巻きは多いが友達はいない。勉強は苦手。何かとマリーと対立する。ナツメが苦手。プライドが高く、「グロリオーサは人類全体の奉仕者である」という企業理念を全く理解していない。
沢柴ナツメ（さわしば なつめ）
通商科。ユッカのお目付役。ショーンの信任が厚い。
コーラ・シャムロック
通商科。体育会系。ユッカの取り巻きの一人でボディーガード。高身長。怪しげな日本語を使う。リンドウを一方的にライバル視している。成績は悪い。落ちる事はないと言われる実習生試験に一度落ちたため、追試を受けた。
青木マユミ（あおき まゆみ）
指導教官。8年前の航海実習を歴て後進を指導する道に進んだ。
マーサ・ワシントン
研修医。小柄で童顔。
パープルハート
マーサが持ち込んだ医療補助アンドロイド。
シオン・エチェベリア
情報工学科。高密度教育により人為的に作り出された天才。徘徊癖があり、暇があればトゥインクル☆号内の床下や天井裏をうろついているため、船内地図にない内部構造に詳しい。12歳1ヶ月で実習航海参加試験に最年少で合格したが、おりんちゃんに記録を更新されて対抗意識を持っている。
イベリス・クウィンス
園芸科。極度の寒がりのため、いつも着ぐるみを着ている。ユズリハと仲がいい。
イリーナ・サンダルウッド
経営科。生活委員長。お下げで童顔で眼鏡っ子。間延びした不思議なテンポで語るが、付けいる隙がない。優れた政治家を輩出している名門サンダルウッド家の娘。
ホンホア・ヤング
鬼の風紀委員長。伝説の風紀委員長・カルミア（後述）に憧れるあまり、風紀粛正に突っ走っている。周りが見えずに、全く融通が利かないため、風紀委員にも人望がない。
橘カツラ（たちばな かつら）
情報工学科。ユアン（後述）の息が掛かった実習生。ナルシストで馬鹿。ユアンの命を受けてスパイ活動をするが、へっぽこなのでほとんど役に立たない。
蓮銀薇（りゃん いんうぇい）
経営科。イベントを取り仕切るトラブルメーカー。面白ければOK。月季には頭が上がらない。
梅月季（メイ ユエチー）
機械科。銀薇の暴走を押さえられる唯一の人物で、幼馴染。料理は炒め物しか作れない。
ユン・チャンミー
機械科。機械いじりが得意と言ったらまず最初に浮かぶのがチャンミーで、機械工作で活躍する。野球選手の兄がおり、暇な時には娯楽室のテレビで応援している。
フィリカ・バンダ
電子科。メカフェチ。ディジーの構造の美しさに惚れ抜いている。
暁アザミ（あかつき あざみ）
調理科。調理科リーダー。
オリザ・サディバ
調理科。大食堂の責任者。老成した雰囲気を持つ褐色の肌の少女。料理関係に造詣が深く、きっかけがあると蘊蓄を語る。争いを好まない。
藤澤ユリ（ふじさわ ゆり）
調理科。カフェテリアの責任者。小柄で幼い雰囲気があるが、見た目は大人。間延びした口調で話す。お菓子至上主義者で、お菓子さえあればOK。そのためカフェテリアではお菓子以外はいつも「品切れ」または「準備中」。
リコリス・ヒベルティア
調理科。デリカテッセンの責任者。持ち前のチャレンジ精神で「おじやフォンデュ」など得体の知れない前衛料理を創作する。食堂の評価を下げている張本人。パワフルな性格だが、たまにぶりっ子。
綾波アスカ（あやなみ あすか）／綾波コマチ（あやなみ こまち）
調理科の双子。ちびっ子。時々入れ替わって遊んでいるが、鮎川姉妹を騙す事は出来なかった。
貝塚イブキ（かいづか いぶき）
調理科。自称・コズミック忍者で、三馬鹿と呼ばれる一人。忍者デリバリーサービス（出前）で船内のどこへでも5分で参上する。普段はお笑い系だが、いざという時には実力を発揮、トゥインクル☆号が襲撃された際には一瞬で侵入者を倒している。
リリン・ザインフォルト
調理科。自称・リリー・ザ・キッド。西部劇かぶれで、常時モデルガンを持ち歩いている。三馬鹿の一人。
リン・シャラン
調理科。カンフー娘。三馬鹿の一人。
リー・シィスン
調理科。甘い物が苦手な人向けの劇辛スイーツを作る。
シンシア・プロテア
産業科。チェルシー（後述）の妹。操船科・操舵手志望だったが病弱だったため受験できなかった。セーラに心酔している。
佐藤カエデ（さとう かえで）
通商科。突然休業宣言して行方不明となった人気歌手「ティファ・メープル」の実習参加名。
ミモザ・ピンク
被服科。ロリロリしていて頭がピンクなので、通称・ロリピンク。小動物系で、奇声を発して走り回る。マリー曰く、「なんでこんなのが実習生なのかしら」。
サクラ
トゥインクル☆号が降下実習を行った惑星エンデバーで眠っていた謎のアンドロイド。識別コードは「S.A.C.R.A-1641」。Da15Yタイプに酷似しているが、ディジーの分析によるとグロリオーサ系列のアンドロイドで、数百年前からエンデバーで眠っていた。
サクラの正体は、グロリオーサインダストリィ製ゲートウェイ掘削用ロボット工作船『モール』1641号の制御ユニットで、314年前の2359年3月30日、『モール』1641号が故障したため、機能を休止していた。

### ハーグレーブス
連合宇宙軍第16管区軍団所属訓練艇母艦『エスカンデル』搭載艇Tcb37-02。搭乗員は5名で全員が訓練生。ファルケンベルグ追跡のため母艦を離れて単独行動に入り、後にブライ将軍の命令でトゥインクル☆号の護衛についた。
ダスティ・ミラー
士官候補生。セイジの悪友。セイジ曰く、「味方にしておく分には単に嫌な奴だが、敵に回せば今度は困った奴になる」。
フィルダー
副長。火器管制官。
デビット・ゲイル
操舵手。トゥインクル☆号の「銀河系核越えパーティ」で痴漢行為をはたらいた。
ジョンソン
通信士。無口。彼がしゃべると悪い事が起きる（ダスティ談）。
ヒルトン
航法士。スイーツに目がなく、トゥインクル☆号の料理対決に招かれ、詳細なレポートを作成した。

### ファルケンベルグ
ほぼ完全なステルス性能など、現在の人類には未知の技術を満載したカブトガニ型の宇宙船。搭乗員数2名。
キャプテン・キリー
アウトバックの英雄、または宇宙海賊と呼ばれる謎の人。UNSACのブライ将軍と親しい。
イェシァーダ（ディジー）
キリーのサポートをするアンドロイド。空間を跳ぶなど、未知の機能を持っている。ビーストのゲートウェイステーション襲撃の際、ディジー達を助けた事によりトゥインクル☆号に乗船することになった。イェシァーダはトゥインクル☆号に乗り込む際に作った偽名で、DAISYの逆さ読みにアンドロイドを表すAを加えたもの。
イェシァーダ（ディジー）の正体は、最終話にてBusドライブによって飛ばされたディジー本人。西暦2891年3月13日午前11時34分34秒に機能停止。超長期保存用の特殊高分子素材で保護されていたが、時間が経ちすぎていたため記憶の一部を失っている。遙かな未来（西暦12389年）に「始祖」を追い求める機械生命体により回収、再生され彼らによって「始祖」(つまり人類)の探索のため現代へと送り込まれた。再生時にボディを機械細胞に置換されたため、オリジナルとは微妙に異なった外見を持っている。

### エコー号
移民実習船。
田村ソウ（たむら そう）
指揮官候補生。セイジの後輩。育ちが良いせいか人を疑う事を知らない上、空気が読めない。学生時代の影の呼び名は「鋼の無神経」。過去に、ミズホ（後述）と間違えてミヅキに告白し、その責任を取ってミヅキと付き合っていた事があるため、鮎川姉妹に毛嫌いされている。
アナデウアー
指導教官。船の安全を守るため、ソウの脳天気な言動を陰ながらフォローする。
シュヴァーン
船長。船長として合理的な判断をするが、ソウには無視される。

### コンヴェクツ
アウトバックの独立を目的として活動する秘密組織。ビーストを操る技術を持っている。
山吹ウコン（やまぶき うこん）
コンヴェクツのエージェント。宇宙服ではバケツ型のヘルメットを愛用している。セイジの悪友。大言壮語だが、実際にやる事はせこい。トゥインクル☆号を「カリュクス」の密輸に利用する。
コンヴェクツのエージェントにしてオリジンズのスパイである山吹ウコンは、実は星間連邦警察公安調査部第一課特殊捜査員見習いで、その正体は相棒のダンも知らなかった。「敵を欺くには」とウコンは言うが、ダン曰く「敵も味方ものべつまくなしに欺いているだけ」。
ダン
ウコンの補佐をする軽戦闘／警備用アンドロイド。西洋の甲冑の様な外観を持つ。オルガコーポレーションの技術が入っているため電子頭脳は優秀で、外観に似ず感情豊か。
イヴァン・アイザックス
ユアン・グロリオーサをコンヴェクツの次期総督として迎え入れるために暗躍する。

### グロリオーサ・インダストリィ
人類圏を実質支配していると言われる巨大コングロマリット。キャンベラにある『グロリオーサタウン』が本拠地。
ユアン・グロリオーサ
会長付き特別企画室室長。ユッカの兄。コンヴェクツの次期総督としてスカウトされた。
ショーン・グロリオーサ
現会長。ユッカの祖父。ビーストに関する秘密を知る数少ない人物。
イアン・グロリオーサ
グロリオーサインダストリィの創設者。ゲートウェイネットワークを発見した。
Aエリック
グロリオーサ製の事務用アンドロイド。Aはアンドロイドを示す。セイジをトゥインクル☆号へと案内した。

### UNSAC
連合宇宙軍。「アンザック」と読む。正式名称をUnited Nations Space Army Corps.と言う。
ブライ将軍
第0管区軍団司令官。酒好きで、豪放磊落。アウトバックに詳しい。キャプテン・キリーとは旧知。当初はパターソン准将によって監禁されていた。
マーガレット・サイプレス
少将。UNSACアメリカ支部巡航艇母艦「ホーネット」司令官。マリーの叔母。
カルミア・レーランド
少尉。「ホーネット」所属巡航艇Bcb80-02「ベラトリクス」艇長。サイプレスの血縁で、マリーの憧れの人。八開キャンパス7代目風紀委員長で、マユミ、バロータの後輩。コンヴェクツのトゥインクル☆号襲撃事件の事情聴取のため、トゥインクル☆号に乗船した。7年前の航海実習でトゥインクル☆号に乗船していたが、終了間際にリタイア、そのまま士官学校に入学するという変わった経歴を持つ。
ハインドマーシュ
大佐。第0管区軍団所属「ハンニバル」艦長。コンヴェクツと通じていた。「狂犬」などの渾名がある。
ジョン・パターソン
准将。第0管区軍団司令官代行。アウトバックと通じて密輸を行っていた。事が発覚しないように、ブライ将軍を医療施設に監禁していた。

### その他
鮎川ミズホ（あゆかわ みずほ）
ミヅキの双子の妹。ラブコメに於けるラスボス。ミヅキの持つコンプレックスの原因。当初はミヅキの双子の姉だったが、その後、妹という事になった。クリスタルのペンダントを常に身に着けている。
鮎川ミハル（あゆかわ みはる）
鮎川姉妹の長姉。万策インターメディア所属の突撃記者。常にハイテンションで自分勝手。ちなみに鮎川一家の女性は、ミチル（妹）、ミカゲ（母親）など全て名前に「ミ」が付く。
チェルシー・プロテア
ミハルとコンビを組む万策インターメディアのカメラマン見習い。ミハルにいつも振り回されている。一人称はチェル。自分を馬鹿だと思っている。
桐生トウジ（きりゅう とうじ）
セイジの兄。遭難事故を起こしたシティ・オブ・トウキョウ号の指揮官。現在、行方不明。
蓮紫薇（りゃん つーうぇい）
銀薇の姉。ゴールドクレストプロモーション第一マネージメント課課長。ティファ・メープルを追ってトゥインクル☆号主催のパーティに潜入した。ミハルとは旧知。

### Log:∞
1万年後の未来、銀河を支配するナノマシンの集合体である不定形の機械生命体が、自分たちを創造した始祖を探査する挿話『Log:∞』に登場。
W872M-9821Q
『始祖』調査隊隊長。
A093K-9924B
W872M-9821Qの部下。観測員。『始祖』の宇宙船を発見した。
X956P-0254W
『始祖』の宇宙船に接触して回収作業を行った。
S891L-1132G
科学者。回収された「始祖」の遺品と思しきアンドロイドを調査する。

## 用語
アウトバック
辺境宙域。
AWTC
ユズリハが会長兼CEOを務めるグロリオーサの息が掛かっていない数少ない企業。正式名称は「アワユキ・ワールド・トランスポート・コーポレーション」。
オルガコーポレーション
アンドロイドの技術に於いて最高の技術を持っていた企業。デザインに於いて趣味に偏る事でも有名だったが、グロリオーサに吸収され解散。技術者は散り散りになったため、失われた技術も多い。
カリュクス
ウコンがブルーコーストに密輸しようとしている謎の機械。トゥインクル☆号に積み込まれている。搬入リストには予備ナンバーで「ツボミ」「機械類」と記されていた。搬入時、セイジは疑問を持ちながらも見逃し、ミヅキに怒られた。
ゲートウェイ
未知の技術によって作られた銀河宇宙の任意のA地点とB地点をつなぐ超空間。これを使う事によって長大な距離を一瞬にして移動できる。いわゆる「鉄道路線」のような物で、宇宙船で直接進入するだけではなく、駅にあたる「ゲートウェイステーション」から電車にあたる「ゲートウェイトレイン」で移動する事も出来る。その出入り口の事を「ブレスポイント」と言う。
恒星間移民実習
閉鎖された空間内に長期間閉じ込められるストレスなどにより、初期の移民では船内での暴動などが起こる事があった。そのため、移民希望者は適性を判断するために実習を科せられる事になった。任意に設定された宙域から、定められた何カ所かのポイントを通過し、1年以内にブルーコーストに到着しないと失格になる。実習を行う宇宙船を実習船と言い、監督として指導教官1名、指揮官候補生1名、ほか開発学校各科の生徒が乗り込む。指揮官候補生以外の実習生のリタイアは自由だが、指揮官候補生のリタイア（失格を含む）は実習の終了を意味し、全員不合格となる。八開キャンパスでは、最短記録でリタイアした指揮官候補生（セイジの事）だけは遠慮したいと言われていた。
コンヴェクツ
表向きは辺境宙域の自由と独立を目的とする謎の組織。
シティ・オブ・トウキョウ号
セイジの兄・桐生トウジが指揮していたAWTC所有の民間宇宙船。視察のためユズリハの両親が乗船していた。ビーストと交戦中にBuSドライブが暴走し、行方不明となった。乗員の救出にはキャプテン・キリーが協力したが、トウジとユズリハの両親の救出はできなかった。そのため、セイジはキリーが嫌いで、ユズリハはトウジの身内のセイジを憎んでいた。
咬竜（スナップドラゴン）
清朝末期に自警団として創設された結社。中国武術を以て市民を守る事を目的として活動していた。文化大革命以降、姿を消したが、地下に潜り、法で捌けない悪人に対する暗殺組織として生き延びていた。
トゥインクル☆号
セイジたちが乗り組む移民実習船。ピンク色の発光塗料で「TWINKLE☆」と書いてある。紙コップのような円筒形の外観を持つ。船体を回転させる事により人工重力を作る構造になっている。元々はUNSACの軍艦として建造されていたが、契約が破棄され、移民実習船となり、改造に改造を重ねて現在に至る。そのため、船内地図が役に立たない。不明なブロックも多い上に、機能が凍結された施設や過去の実習生により密かに改造された部分などもあり、一度迷うと簡単には抜け出せない。
BuSドライブ
ビーストから回収された超光速機関の名称、またはBuSドライブ機関を用いた超光速航行。メカニズムは未解明。超光速航行を行うためには「BuSチップ」が必要だが、人類には精製不能で、チップは全てビーストから回収された物を使用している。
ビースト
おそらく地球外文明によって作られた自立型自己増殖戦闘機械。宇宙空間で加速運動する物体を見つけると攻撃してくる。『獣（ビースト）』という名称は、2017年に初の接触をしたペリー少佐の言葉による。アルミホイルをくしゃっと握りつぶしたような不規則な外観と、「加速していない物体には攻撃してこない」「一辺が2〜3メートルの物体には反応しない」「一定以上の大きさを持つ天体には接近しない。また、大気圏突入は行わない」という三つの特性を持つ。未知の技術によって作られていて、大小様々なタイプがあるが、全てのタイプがBuSドライブを搭載している。
ブルーコースト
地球、または太陽系近隣の事。移民実習船の最終到達目的地。

## 既刊一覧

### 本編
- 庄司卓（著）・まりも（イラスト）、エンターブレイン〈ファミ通文庫〉、全15巻
  - 『トゥインクル☆スターシップ1 ☆も名前の一部です』、2001年10月2日初版発行（9月20日発売[4]）、ISBN 4-7577-0226-4
  - 『トゥインクル☆スターシップ2 お前が一番、凶暴そうだ』、2001年11月30日初版発行（11月19日発売[5]）、ISBN 4-7577-0657-X
  - 『トゥインクル☆スターシップ3 私、あなたが信用できません』、2002年7月2日初版発行（6月20日発売[6]）、ISBN 4-7577-0897-1
  - 『トゥインクル☆スターシップ4 好きになってあげてもいいわよ』、2003年3月4日初版発行（2月20日発売[7]）、ISBN 4-7577-1329-0
  - 『トゥインクル☆スターシップ5 ダメ～！これ、あたしの!!』、2003年10月2日初版発行（9月20日発売[8]）、ISBN 4-7577-1574-9
  - 『トゥインクル☆スターシップ6 メノウの髪のラプンツェル』、2004年3月31日初版発行（3月19日発売[9]）、ISBN 4-7577-1790-3
  - 『トゥインクル☆スターシップ7 みんなで食べるとおいしいよ♥』、2004年12月2日初版発行（11月20日発売[10]）、ISBN 4-7577-2056-4
  - 『トゥインクル☆スターシップ8 ゴメン、きっとあたし嘘ついてた』、2005年7月1日初版発行（6月20日発売[11]）、ISBN 4-7577-2318-0
  - 『トゥインクル☆スターシップ9 ……し、知りませんわ。あんな人！』、2006年1月4日初版発行（2005年12月24日発売[12]）、ISBN 4-7577-2553-1
  - 『トゥインクル☆スターシップ10 23、4なんてまだまだ小娘よ』、2006年4月11日初版発行（3月30日発売[13]）、ISBN 4-7577-2662-7
  - 『トゥインクル☆スターシップ11 分かった。最初から説明してくれ』、2006年9月11日初版発行（8月30日発売[14]）、ISBN 4-7577-2912-X
  - 『トゥインクル☆スターシップ12 恋する乙女は化けるもんや』、2006年12月12日初版発行（11月30日発売[15]）、ISBN 4-7577-3031-4
  - 『トゥインクル☆スターシップ13 ……そうだ。それでいい、それが正解だ』、2007年4月11日初版発行（3月30日発売[16]）、ISBN 978-4-7577-3342-8
  - 『トゥインクル☆スターシップ14 あなたはこれから何がしたいの？』、2007年8月10日初版発行（7月30日発売[17]）、ISBN 978-4-7577-3630-6
  - 『トゥインクル☆スターシップ15 Twinkle Twinkle Little Star……』、2007年12月25日発売[18]、ISBN 978-4-7577-3914-7

### 番外編
- 庄司卓（著）・まりも（イラスト） 『トゥインクル☆クロニクル エンゲージ・リング』 エンターブレイン〈ファミ通文庫〉、2008年4月28日発売[19]、ISBN 978-4-7577-4174-4